# Santiago Pemán
Santiago Pemán García, nacido en Santiago de Compostela el 7 de abril de 1936, es un piloto e inspector de vuelo de Aviación Civil gallego. Está considerado como el hombre del tiempo por antonomasia de la Televisión de Galicia.

## Trayectoria
Santiago Pemán empezó su carrera profesional como inspector de vuelo y piloto. Volando, se aficionó a la observación meteorológica y consiguió una plaza en el observatorio del aeropuerto de Santiago. Nunca, según confesa, llegó a cursar los estudios de Meteoroloxía.
Su entrada en la TVG, que fue lo que lo hizo famoso en Galicia, fue en 1986, cuando el canal autonómico gallego estaba en sus inicios. Cuenta que fue un día a un plató en el que estaba puesto un croma y, cuando vieron cómo se desarrollaba delante de él, fue contratado. Desde entonces, fue el hombre del tiempo de la TVG hasta 2006, cuando, tras 20 años siendo el rostro principal de la información meteorológica en la TVG, pasó a encargarse de la información del tiempo en el mar en horario de madrugada, y a su vez mantiene una colaboración con la radio autonómica, también dando información del tiempo en el mar.
Pemán tenía una forma de presentar la información meteorológica que marcó estilo, pues popularizó palabras poco conocidas a excepción de ciertos ámbitos profesionales (en especial a las relativas al mundo del mar) y acercó montones de refranes sobre el tiempo.
Una de sus grandes citas es: "Nubes e claros con posibilidade de chubascos".

## Miscelánea
Su popularidad llegó a que se le dedicaran camisetas. Le hicieron canciones Ana Kiro, Eskakeo y Montse y Luis Queimada, y participó en un videoclip de Lamatumbá. Ha salido en series de televisión, interpretándose a sí mismo, como ocurrió en Platos combinados.
Sus hija Helena Pemán continuó su labor. A diferencia de su padre, se licenció en historia pero dedicó la mayor parte de su tiempo laboral a presentar el tiempo.
Retirado de la TVG, mantiene una página web con información meteorológica.